# Niederländischer Eishockeypokal
Der Niederländische Eishockeypokal ist der nationale Pokalwettbewerb der Niederlande im Eishockey.

## Titelträger
| Saison    | Sieger                         |
| 1938      | H.H.IJ.C. Den Haag             |
| 1939      | A.IJ.H.C. Amsterdam            |
| 1940–1972 | keine Austragung               |
| 1973      | Tilburg Trappers               |
| 1974      | Tilburg Trappers               |
| 1975      | Tilburg Trappers               |
| 1976      | Tilburg Trappers               |
| 1977      | Feenstra Verwarming Heerenveen |
| 1978      | Feenstra Verwarming Heerenveen |
| 1979      | Feenstra Flyers Heerenveen     |
| 1980      | De Bisschop Amsterdam          |
| 1981      | Feenstra Flyers Heerenveen     |
| 1982      | Feenstra Flyers Heerenveen     |
| 1983      | Feenstra Flyers Heerenveen     |
| 1984      | Feenstra Flyers Heerenveen     |
| 1985      | Deko Builders Amsterdam        |
| 1986      | Eindhoven Kemphanen            |
| 1987      | IJ.H.C. Rotterdam Panda’s      |
| 1988      | BP Flyers Heerenveen           |
| 1989      | Spitman Nijmegen               |
| 1990      | Gunco Panda’s Rotterdam        |
| 1991      | Gunco Panda’s Rotterdam        |
| 1992      | Agpo Trappers Tilburg          |
| 1993      | Meetpoint Eaters Geleen        |
| 1994      | Couwenberg Trappers Tilburg    |
| 1995      | Couwenberg Trappers Tilburg    |
| 1996      | Fulda Tigers Nijmegen          |
| 1997      | CVT Keukens Trappers Tilburg   |
| 1998      | Pelgrim Flyers Heerenveen      |
| 1999      | Agio Huys Tijgers Nijmegen     |
| 2000      | Boretti Tigers Amsterdam       |
| 2001      | Diamant Trappers Tilburg       |
| 2002      | Formido Heerenveen Flyers      |
| 2003      | Boretti Tigers Amsterdam       |
| 2004      | Amsterdam Bulldogs             |
| 2005      | Amsterdam Bulldogs             |
| 2006      | Destil Trappers Tilburg        |
| 2007      | Amstel Tijgers Amsterdam       |
| 2008      | Destil Trappers Tilburg        |
| 2009      | Romijnders DAR Devils Nijmegen |
| 2010      | Rujiters Eaters Geleen         |
| 2011      | Destil Trappers Tilburg        |
| 2012      | HYS The Hague                  |
| 2013      | Destil Trappers Tilburg        |
| 2014      | Destil Trappers Tilburg        |
| 2015      | Destil Trappers Tilburg        |
| 2016      | UNIS Flyers Heerenveen         |
| 2017      | UNIS Flyers Heerenveen         |
| 2018      | Hijs Hokij Den Haag            |
| 2019      | Nijmegen Devils                |
| 2020      | Heerenveen Flyers              |

## Pokalsiege nach Teams
| Pokale | Verein                   | Jahr                                                                                     |
| ------ | ------------------------ | ---------------------------------------------------------------------------------------- |
| 15     | Tilburg Trappers         | 1973, 1974, 1975, 1976, 1992, 1994, 1995, 1997, 2001, 2006, 2008, 2011, 2013, 2014, 2015 |
| 13     | Heerenveen Flyers        | 1977, 1978, 1979, 1981, 1982, 1983, 1984, 1988, 1998, 2002, 2016, 2017, 2020             |
| 08     | Amstel Tijgers Amsterdam | 1939, 1980, 1985, 2000, 2003, 2004, 2005, 2007                                           |
| 05     | Nijmegen Devils          | 1989, 1996, 1999, 2009, 2019                                                             |
| 03     | Hijs Hokij Den Haag      | 1938, 2012, 2018                                                                         |
| 03     | Rotterdam Panda’s        | 1987, 1990, 1991                                                                         |
| 02     | Eaters Geleen            | 1993, 2010                                                                               |
| 01     | Eindhoven Kemphanen      | 1986                                                                                     |